# امید (ایستگاه مترو)
امید (اسپانیایی: Esperanza‎) یکی از ایستگاه‌های خط ۴ متروی مادرید که در ناحیهٔ کرایه‌ای A واقع شده‌است.